# Le Pian-sur-Garonne
Le Pian-sur-Garonne is een gemeente in het Franse departement Gironde (regio Nouvelle-Aquitaine). De plaats maakt deel uit van het arrondissement Langon. Le Pian-sur-Garonne telde op 1 januari 2022 967 inwoners.

## Geografie
De oppervlakte van Le Pian-sur-Garonne bedroeg op 1 januari 2022 6,35 vierkante kilometer; de bevolkingsdichtheid was toen 152,3 inwoners per km².

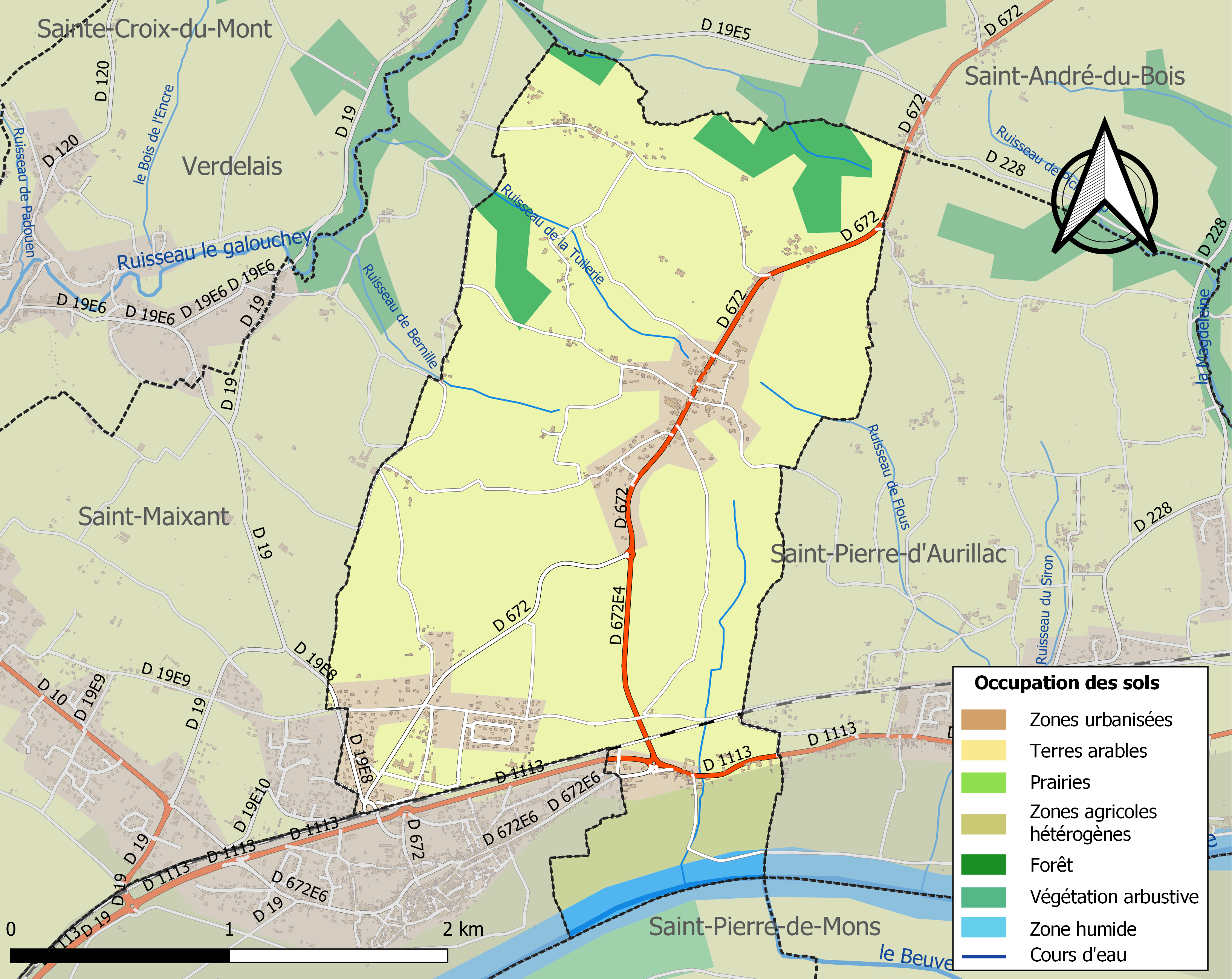
Kaart van de gemeente met belangrijkste infrastructuur, bodemgebruik en omliggende gemeenten

## Demografie
Onderstaande figuur toont het verloop van het inwonertal (bron: INSEE-tellingen).